# آخلاتیان
آخلاتیان (به ارمنی: Ախլաթյան) یک روستا است که در استان سیونیک ارمنستانواقع شده‌است. آخلاتیان در ۱۱۱ کیلومتری شمالغرب کاپان، مرکز استان سیونیک واقع شده است.

## خصوصیات
آخلاتیان ۳۳٫۹۱ کیلومترمربع مساحت و ۴۵۹ نفر جمعیت دارد و در ارتفاع ۱۷۷۵ متر بالاتر از سطح دریا قرار گرفته است.